# جمهورية كندا
كانت جمهورية كندا حكومة أعلنها ويليام ليون ماكنزي في 5 ديسمبر 1837. تأسست الحكومة المعلنة ذاتيًا على جزيرة البحرية في نهر نياجارا في الأيام الأخيرة من تمرد كندا العليا.

## التاريخ
في الأيام الأخيرة من تمردات عام 1837 في كندا العليا، وبعد انسحاب ماكنزي و200 من أتباعه من تورونتو إلى جزيرة البحرية، أعلن جمهورية منفصلة. لقد أسس عملة مستقلة، وزود معسكره باستخدام باخرة الإمداد الأمريكية كارولين. كما جند أتباعًا من خلال وعده بـ300 أكر (120 ها) من الأرض لأي رجل أيد قضيته. وفي وقت لاحق ضمّن وعده 100 دولار من الفضة لأنصاره، تدفع في 1 مايو 1838.
في 29 كانون ديسمبر، عبر قائد البحرية الملكية البريطانية أندرو درو وسبع سفن محملة بالمليشيات الكندية نهر نياجرا إلى فورت شلوسر. لقد استولوا على كارولين التي استخدمها ويليام ليون ماكنزي ومتمردوه في جزيرة البحرية. أشعلت قوات درو النار في السفينة وأرسلتها إلى شلالات نياجارا، مما أدى إلى مقتل أمريكي. وردت أنباء كاذبة عن مقتل عشرات الأمريكيين أثناء احتجازهم على متن السفينة، فرد الجنود الأمريكيون بإحراق سفينة بخارية بريطانية أثناء تواجدها في المياه الأمريكية، مما أدى إلى ما يعرف باسم قضية كارولين.
في 13 يناير 1838، تخلى ماكنزي عن جزيرة البحرية تحت نيران كثيفة من القوات البريطانية. انسحب هو وقواته إلى بوفالو بنيويورك، حيث تم أسرهم من قبل الجيش الأمريكي وحكم عليهم في الولايات المتحدة بالسجن 18 شهرًا لانتهاكهم قوانين الحياد بين الولايات المتحدة والمملكة المتحدة، مما أنهى احتمالية الإعلان الكندي عن الاستقلال / الانفصال وكذلك إنهاء ما وصفته السلطات البريطانية بأنه تمرد استعماري غير منطقي وغير مدعوم.
انسحب بعض المؤيدين إلى جزر الألف، و«تسببوا في قلق متزايد للسلطات الكندية» في منتصف عام 1838. في الولايات المتحدة، تم إنشاء نزل الصيادين على طول الحدود الحدودية، وبعضها يعمل أيضًا في كندا العليا. كان المقر الرئيسي لتنظيم هذه الجمعيات في كليفلاند، وكانت مهمتها الرئيسية هي «تحرير المستعمرات البريطانية من العبودية البريطانية». في 16 سبتمبر 1838، عُقد مؤتمر حضره 160 مندوبًا عن المنظمة في كليفلاند، انتخب خلاله أبرام د.سميث أول رئيس لجمهورية كندا.  كما حددت المنظمة خططًا لبنك كندا الجمهوري، والذي من شأنه استخدام الذهب والفضة وعملته الخاصة كأموال، وتعهد «بالثروة والإيرادات والموارد الكاملة» في كندا العليا كضمان للقروض. كانت الأوراق النقدية الأولى من صموئيل لاونت وبيتر ماثيوز وجيمس موريو، وجميعهم أعدموا لدورهم في التمرد.

## ملحوظات
1. ↑  Yates 1958.
2. ↑  Insurance Institute of Toronto.
3. 1 2  Walz & Walz 1970.
4. ↑  Liam، Peppiatt. "Chapter 78: Mackenzie as an Exile". Robertson's Landmarks of Toronto Revisited. مؤرشف من الأصل في 2016-08-07.
5. 1 2 3 4  Shortridge.
6. ↑  Russell 1968.
7. ↑  Shaun J. McLaughlin, The Patriot War Along the New York-Upper Canada Border: Raiders and Rebels, The History Press, Charleston, SC, 2012, p. 87.

## روابط خارجية
- أعلام العالم: تمرد 1837-1839 في كندا (كندا العليا)